# Aleutian Islands World War II National Monument
L'Aleutian Islands World War II National Monument est un monument national américain désigné comme tel par le président des États-Unis Donald Trump le 12 mars 2019. Il préserve trois sites relatifs à la Seconde Guerre mondiale dans les îles Aléoutiennes, en Alaska. Il est géré par l'United States Fish and Wildlife Service.